# Loțkînska, Baștanka
Loțkînska (în ucraineană Лоцкинська) este o comună în raionul Baștanka, regiunea Mîkolaiiv, Ucraina, formată numai din satul de reședință.

## Demografie
Componența lingvistică a comunei Loțkînska
     Ucraineană (90,08%)
     Rusă (8,48%)
     Alte limbi (1,06%)
Conform recensământului din 2001, majoritatea populației comunei Loțkînska era vorbitoare de ucraineană (90,08%), existând în minoritate și vorbitori de rusă (8,48%).